# Перуђино
Пјетро Кристофоро Ванучи, звани Перуђино (итал. Pietro Perugino; Перуђа, око 1445/1448, – фебруар или март 1523. Фонтиђано код Перуђе) је био италијански ренесансни сликар главни представник умбријске школе и учитељ Рафаелов.

## Живот и дело
Његови учитељи су били Пијеро дела Франческа и Андреа дел Верокио. Његове „Сцене из живота Св. Бернара“ су изложене у националној галерији и Перуђи.
1481. године је настало његово најславније дело „ Христ предаје Св. Петру кључеве“. Перуђино је имао два азељеа један у Фиренци а други у Перуђи. Његова дела су била често копирана.

## Галерија
- Pala dei Decemviri, 1495.
- Св. Себастијан, око 1490.
- Предсказање, пко1489.
- Мадона са дететом, око 1500.